# Francesca Stavrakopoulou

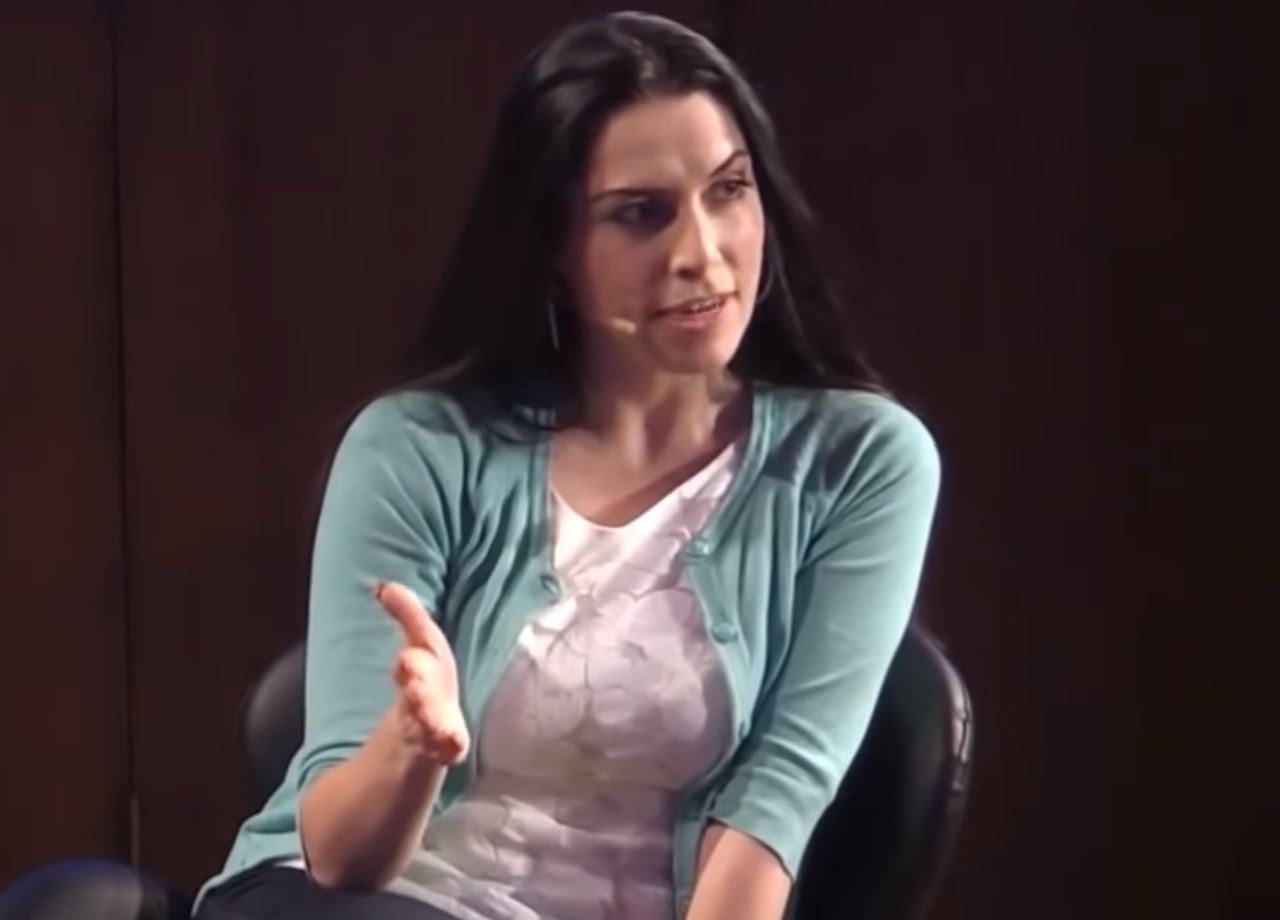
Francesca Stavrakopoulou bei einer Veranstaltung in der Conway Hall Ethical Society im Jahr 2015

Francesca Stavrakopoulou (* 3. Oktober 1975 in London, London Borough of Bromley) ist eine britische Religions- und Bibelwissenschaftlerin. Sie wirkt als Professorin für Hebräische Bibel und Alte Religionen an der Universität Exeter. Der Forschungsschwerpunkt in ihrer Arbeit liegt auf der hebräischen Bibel (Tanach) sowie der Geschichte des Nordreichs Israel und Judas. Ferner produzierte sie als Fernsehmoderatorin, auf BBC Two, Channel 4 und weiteren, diverse Dokumentation und Interviews, wo sie sich mit historischen und biblischen Themen für die Öffentlichkeit befasst.

## Leben und beruflicher Werdegang
Stavrakopoulou wurde als Tochter einer britischen Mutter und eines griechischen Vaters geboren und in keiner bestimmten religiösen Richtung erzogen. Sie beschreibt sich selbst als „Atheistin mit hoher Wertschätzung für Religionen“. Ihre Familie lebte zunächst in Griechenland. Später wuchs sie, nach der Trennung ihrer Eltern, in England mit ihrer alleinerziehenden, berufstätigen Mutter laut eigener Aussage zunächst in einfachen Verhältnissen auf. Die Familie wurde durch ihre Großmutter mütterlicherseits unterstützt. Sie besuchte die englische Primary school (Junior School) und erhielt anschließend ein Stipendium für die Privatschule Godolphin and Latymer School, wo sie ihre schulische Ausbildung beendete.
Nach ihrem Studium wurde Stavrakopoulou in der Theologie mit einem Ph.D. von der University of Oxford promoviert. Ihre Dissertation, die versucht die imaginäre Vergangenheit der hebräischen Bibel zu untersuchen, wurde anschließend als King Manasseh and Child Sacrifice: Biblical Distortions of Historical Realities veröffentlicht.
Stavrakopoulou bekleidete anschließend Lehr- und Forschungspositionen in Oxford am Worcester College, als Junior Research Fellow und als Career Development Fellow an der Fakultät für Theologie. Im Jahr 2005 verließ sie Oxford. Stavrakopoulou trat im Jahr 2005 eine Stelle für hebräische Bibel und antike Religion an der Fakultät für Theologie und Religion der Universität von Exeter an und übernahm im März 2011 die Aufgaben eines Senior Lecturers. Zwischen 2013 und 2016 war sie Leiterin der Abteilung Theologie und Religion in Exeter.
Im Jahr 2011 war Stavrakopoulou Sekretärin der in Großbritannien ansässigen Society for Old Testament Study und Mitglied der European Association of Biblical Studies und der in den USA ansässigen Society of Biblical Literature.
Ihr 2021 erschienenes Buch God: An Anatomy kam in die engere Wahl für den Wolfson History Prize 2022.

## Publikationen (Auswahl)
- Discerning the Nature of Academic Theology. (Dip. L.A.T.H.E.). Oxford 2005, England: University of Oxford. OCLC 66385438.
- Biblical Distortions of Historical Realities: a study with particular reference to King Manasseh and child sacrifice. (PhD). Oxford, England: University of Oxford. OCLC 59313595.

- King Manasseh and Child Sacrifice: Biblical Distortions of Historical Realities. Walter de Gruyter, Berlin 2004, ISBN 3-11-017994-6
- Land of our Fathers: The Roles of Ancestor Veneration in Biblical Land Claims. T&T Clark, New York, NY 2010, ISBN 978-0-567-02881-5.
- Reading the Hebrew Bible. Routledge, 2012, ISBN 978-0-415-47141-1.
- The Ancient Goddess, the Biblical Scholar, and the Religious Past: Re-imaging Divine Women. In: Yvonne Sherwood (Hrsg.): Bible, Feminism and Gender. (2017).
- God: An Anatomy. Penguin Random House, 2021, ISBN 978-0-525-52045-0.
- Gott – Eine Anatomie. Der göttliche Körper im Wandel der Zeit. Piper Verlag, München 2022, ISBN 978-3-492-05916-9
- Exploring the Garden of Uzza: Death, Burial and Ideologies of Kingship. Biblica. 87 (2006) 1: 1–21.
- Gog’s Grave and the Use and Abuse of Corpses in Ezekiel 39: 11–20. Journal of Biblical Literature (2010) 129 1: 67–84, Doi:10.2307/27821005